# Au bord de la piscine
Pour le thriller franco-italien de Luca Guadagnino diffusé au Québec sous ce titre, voir A Bigger Splash (film, 2015).
Pour plus de détails, voir Fiche technique et Distribution.
Au bord de la piscine est un film documentaire burkinabé réalisé par Mónica Blanc Gómez et sorti en 2006.

## Synopsis
Depuis 1969, au Burkina Faso se déroule tous les deux ans, un des événements cinématographiques les plus importants du continent africain : le Festival panafricain du cinéma et de la télévision de Ouagadougou (FESPACO). La ville devient durant dix jours la capitale des cinéastes du continent et attire aussi producteurs, distributeurs, réalisateurs, comédiens, journalistes, télévisions et radios du monde entier. Moustapha Alassane, cinéaste nigérien fut, avec Sembène Ousmane, Timité Bassori…, l'un des pionniers de ce festival humaniste. Créateur et conteur intarissable, réalisateur de films de fiction, de documentaires et de films d’animation, Moustapha Alassane, pris dans l’ambiance du FESPACO, au bord de la piscine de l’hôtel Indépendance, raconte les débuts du FESPACO, se souvient... salue des amis cinéastes, plaisante...